# جماعة الدعوة والإصلاح في إيران
جماعة الدعوة والإصلاح في إيران والتي تمثل الإخوان المسلمين في إيران، تأسست في بداية انتصار الثورة في 1979 تأسست على يد مجموعةٍ من الدعاة المتأثرين بالصحوة الإسلامية العالمية في أوساط أهل السنة والجماعة قبل ثلاثين سنة، وعلى رأسهم الشيخ ناصر سبحاني، وهي جماعة إسلامية إيرانية مستقلة ولها وجودها ورموزها في كل المحافظات التي يقطنها أهل السنة في إيران وتمارس نشاطاتها بشكل شبه رسمي ملتزمة بمنهج الوسطية، بعيدة عن التطرف وإثارة الخلافات بین المسلمین.
إن جماعة الدعوة والإصلاح مع كونها مستقلة في اتخاذ مواقفها وقراراتها، تلتزم بمبادئ حركة الإخوان المسلمين وثوابتها وتفتخر بانتمائها الفكريّ لها.

## أهم مواقف الجماعة
إن جماعة الدعوة والإصلاح تنشط بشكل علني ولها مواقف شفافة، وأسسها الفكرية متطابقة تماما مع الأسس الفكرية لحركة الإخوان، لكنها تحظى باستقلالية القرار الداخلي لاتخاذ مواقفها، وارتباطها بالتنظيم العالمي، وتنظيم الإخوان في مصر لا يعني التبعية المطلقة أو عدم استقلالية القرار.
هم من مواطني الجمهورية الإسلامية، ویعتبرون أنفسهم ملتزمین بالدستور الإيراني، وینشطون في إطار قوانين البلاد، آخذين في الاعتبار الخطوط الحمراء والحساسيات والنقاط الدقيقة لاستمرار وديمومة حياتهم التنظيمية. جدیر بالذکر إلى أنه لا توجد علاقات رسمية بين الجانبين(الجماعة والحکومة) بالرغم من أن تنظيمهم ليس تنظيما رسميا إلا أن الحكومة تتعامل معهم من منطلق الأمر الواقع.
جماعة الدعوة والإصلاح تتمتع بمكانة خاصة في المناطق السنية، إلا أن النشاط لا ينحصر عليها فقط هم یعتبرون أنفسهم جزءا من الحركة السنية العامة في إيران ویحترمون كافة الأطراف.
الخلافات الشيعية السنية: هذه‌ الخلافات إنه ليس وليد الحاضر، فبعضها يرجع لأكثر من ألف عام، ولا يمكن وضع حلول سريعة أو عابرة لها "لكنهم یعتقدون أن الحوار الهادف المبني على الإخلاص والصدق بين الشخصيات المؤثرة لأهل السنة والمراجع الشيعية، كفيل بأن يكون أحد السبل في هذا الإطار، مع الابتعاد عن تحريض مشاعر الشارعين السني والشيعي، لأن الثمن سيكون باهظا.
هم متواجدون في كافة المحافظات الإيرانية التي يقطنها السنة، ویمارسون نشاطاتهم هناك، وشخصياتهم معروفة للجميع.

## جماعات إسلامية ذات فكر مشترك وصديقة
- الاتحاد الإسلامي الكردستاني
- حركة مكتب قرآن في إيران